# Championnat brésilien de hockey sur glace
 (novembre 2024).
Si vous disposez d'ouvrages ou d'articles de référence ou si vous connaissez des sites web de qualité traitant du thème abordé ici, merci de compléter l'article en donnant les références utiles à sa vérifiabilité et en les liant à la section « Notes et références ».
Le Championnat Brésilien de Hockey sur Glace était le championnat national de Hockey sur glace du Brésil. La première édition a eu lieue en 2008, et s'est déroulée annuellement jusqu'en 2010. Depuis, un championnat régional de la région de Sau Paulo a été organisé, mais plus de championnat national.

## Histoire
En 2008, l'Association de hockey de l'État de São Paulo, où se déroulent la plupart des activités de hockey sur glace au Brésil, a décidé d'organiser un championnat national à la suite de la création de la fédération brésilienne de hockey sur glace. La Sociedade Hípica de Campinas a remporté chaque édition du championnat.
À la suite de réformes politiques et de transferts de portefeuilles sportifs entre différentes fédérations brésiliennes, la fédération de hockey sur glace disparait, et le championnat n'est plus organisé.

## Champions
- 2008 : Sociedade Hipica de Campinas
- 2009 : Sociedade Hipica de Campinas
- 2010 : Sociedade Hipica de Campinas